# Giuliano Sommerhalder
Giuliano Sommerhalder (né à Zurich le 16 juillet 1985) est un trompettiste suisse et allemand.

## Biographie
Giuliano Sommerhalder a été élevé en Italie dans une famille musicienne. Son père, Max Sommerhalder, est également trompettiste.
La littérature standard pour trompette a longtemps fait partie de son répertoire mais il aime explorer des répertoires plus inhabituels, jouant des œuvres de Peskin, de Méndez et de Ponchielli.
Giuliano Sommerhalder est à l’affiche de salles telles que le Musikverein de Vienne, le Gewandhaus de Leipzig, la Herkulessaal de Munich, le Parco della Musica de Rome et la Philharmonie de Berlin. Il a été invité à travers l'Europe, l’Asie et l'Amérique et a joué avec le Deutsches Symphonie-Orchester Berlin, l'Orchestre de la Tonhalle de Zurich, les orchestres symphoniques et philharmoniques allemand, tchèques, polonais, l'orchestre de chambre de Lituanie, le Moscou Soloists et beaucoup d'autres. 
Sommerhalder a joué avec de nombreux chefs célèbres, parmi lesquels Claudio Abbado, Charles Dutoit, Rafael Frühbeck de Burgos, Eliahu Inbal, Lorin Maazel, Roger Norrington, Mstislav Rostropovitch et David Zinman. En septembre 2006, Giuliano Sommerhalder rejoint l'Orchestre du Gewandhaus de Leipzig en tant que trompette solo.

## Citations
« Avec un sens du goût irréprochable, cet artiste de 21 ans né à Zurich frappe par la douceur de ses cantilènes. Il enchante ses auditeurs avec une grande noblesse dans les passages dramatiques et sa légèreté de son est vertigineuse lorsque traits et sauts s’imbriquent de façon chromatique les uns dans les autres. »

— Tagesspiegel Berlin, 23 mars 2007